# Thoreauea guerrerensis
Thoreauea guerrerensis là một loài thực vật có hoa trong họ La bố ma. Loài này được Diego & Lozada-Pérez mô tả khoa học đầu tiên năm 2006.